# Guiauto
Guiauto war ein brasilianischer Hersteller von Automobilen.

## Unternehmensgeschichte
Das Unternehmen aus Sobral begann Ende der 1990er Jahre mit der Produktion von Automobilen. Der Markenname lautete Miami. 2002 endete die Produktion. Insgesamt entstanden einige Dutzend Fahrzeuge.
2002 übernahm Cia. do Buggy das Projekt, setzte die Produktion allerdings nicht fort.

## Fahrzeuge
Ein VW-Buggy war das einzige Produkt dieses Unternehmens. Er ähnelte dem Marina’s von Marina’s Montadora. Die offene Karosserie hatte keine Türen. Eckige Scheinwerfer waren in die Fahrzeugfront integriert.